# Dornstrauchsavanne

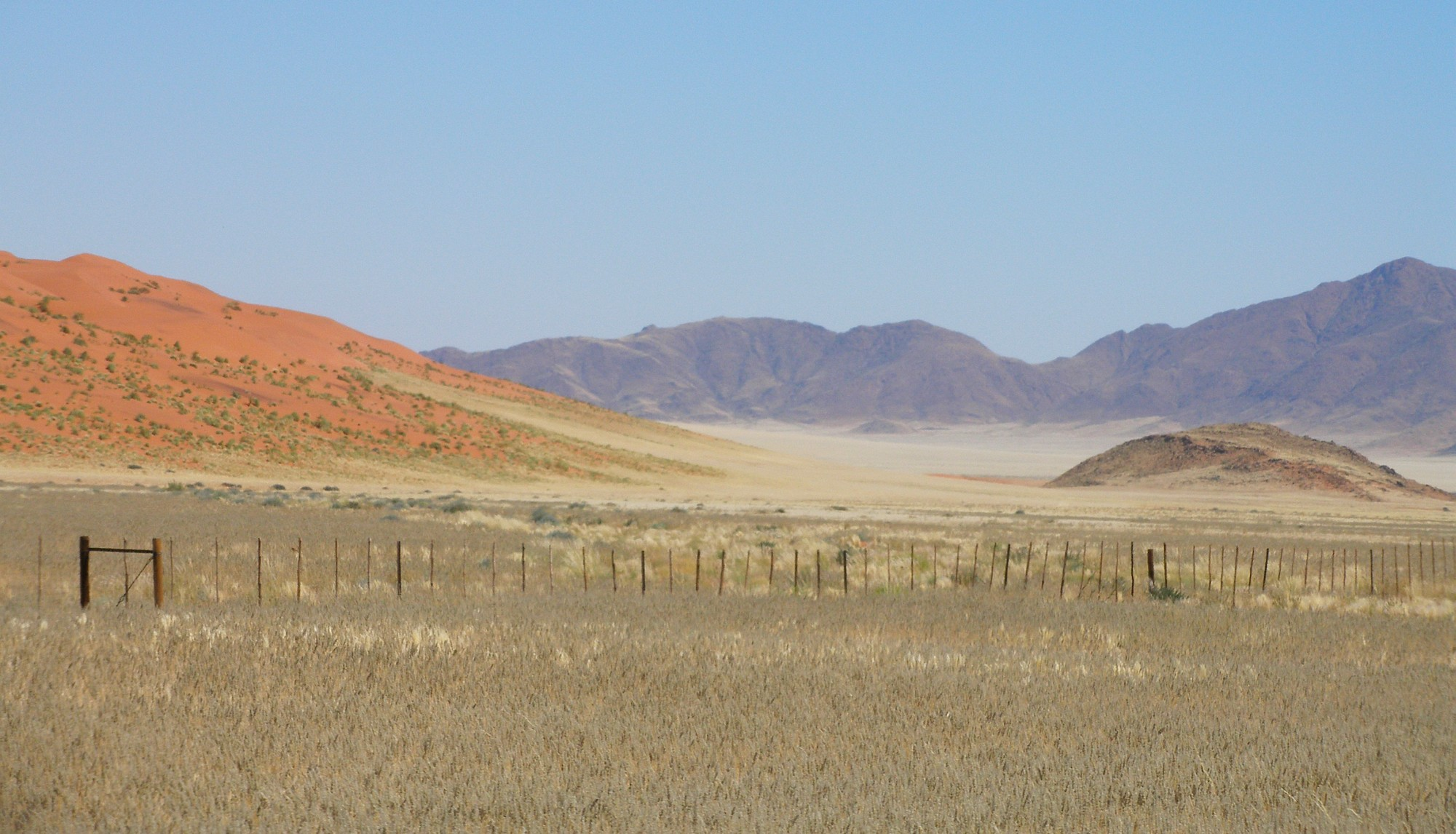
Dornstrauchsavanne in Namibia

Die Dornstrauchsavanne wird auch als Dornbuschsavanne, Dornbaumsavanne, Dornsavanne o. ä. bezeichnet. Sie ist je nach Betrachtungsweise eine Ökozone, ein Zonobiom oder eine Vegetationszone der äußeren Tropen im Übergang zu den subtropischen Halbwüsten und ist durch offenen Bewuchs (Grasland) und in relativ regelmäßigen Abständen stehende dornige Sträucher und/oder Sukkulenten charakterisiert. Bäume kommen nur vereinzelt an edaphisch günstigen – sprich: feuchteren – Standorten vor. Im Gegensatz zu den anderen Savannentypen handelt es sich bei den Dornsavannen nicht um feuergeprägte Landschaften auf prinzipiell waldfähigen Standorten, sondern in der Regel um die einzige „echte“ Savanne.

## Ausbreitung
Die Dornstrauchsavanne liegt zwischen den Vegetationszonen Wüste und Halbwüste auf der einen und Trockensavanne und Feuchtsavanne auf der anderen Seite. Die natürlichen Dornstrauchsavannen gehören zur Region der tropischen Trockengebiete und sind nicht Teil der wechselfeuchten Tropen. 
Dornbuschsavannen sind auf allen Kontinenten außer Europa und Antarktika verbreitet. Besonders weiträumig kommen sie in Afrika vor. Weitere große Flächen finden sich in Nordost-Indien, im östlichen Teil Zentral-Australiens, in verschiedenen Gebieten Nord- und Zentral-Mexikos, im Nordosten Brasiliens (Caatinga) und im zentralen Osten Argentiniens (Espinal). In Afrika zieht sich ein Gürtel von Dornbuschsavannen halbkreisförmig durch den Kontinent und ist vor allem im Bereich der Sudanzone und der Sahelzone Westafrikas, in Ostafrika und im Nordwesten des südlichen Afrikas zu finden.
Zusammen mit den Kakteenwüsten machen die Flächen der Dornstrauchsavannen etwa 5 % der Landfläche der Erde aus.

## Klima

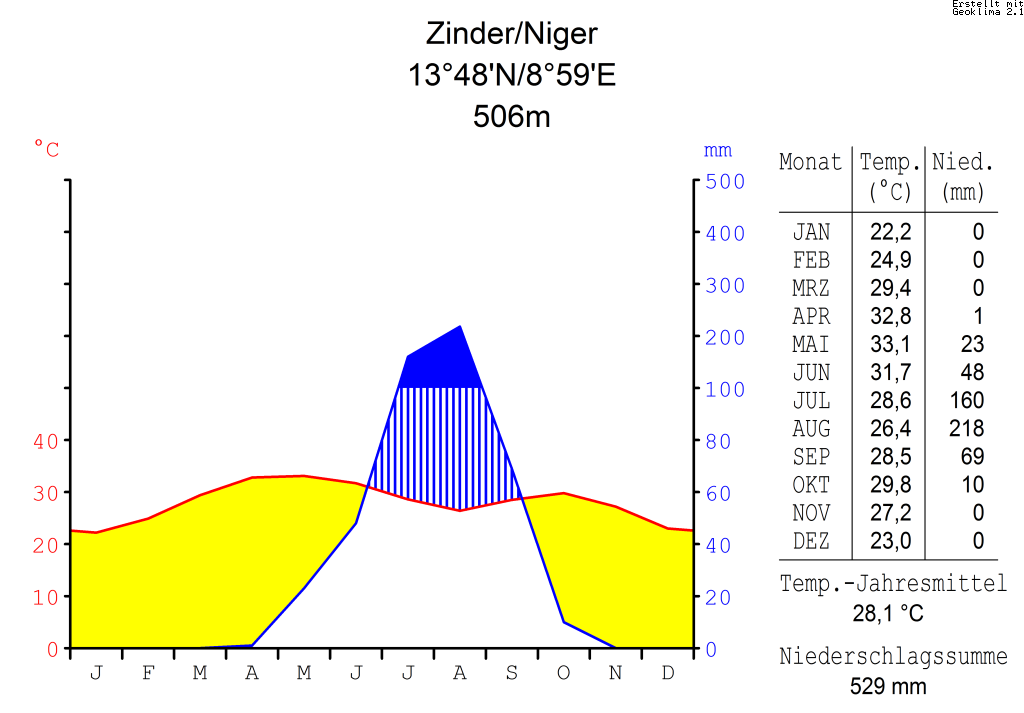
Klimadiagramm Zinder (Niger)

Die Dornsavannenklimate werden in der Klimaklassifikation von den Klimaforschern Troll/Paffen als "V 4" bezeichnet, bei Köppen als "BSh-Klima".
Die Trockenzeit in den Dornstrauchsavannen dauert etwa 8 bis 10 Monate, der jährliche Niederschlag beträgt in der Regel zwischen 250 und 500 mm – in einigen Gegenden bis zu 750 mm. Das Klima ist arid oder semiarid und weist ein deutliches Verdunstungsdefizit auf, bei dem die potentielle Verdunstung höher ist als die realen Niederschläge. Die Jahresmitteltemperaturen liegen mit 21 bis 28 °C in der üblichen Spanne aller tropischer Vegetationstypen.
Der Boden der Dornstrauchsavannen ist überwiegend steinig oder sandig und arm an organischem Material. Der lockere Oberboden ist durch Winderosion gefährdet, was zur Dünenbildung führen kann. Anreicherungen von sekundärem Carbonat sind häufig.

## Flora und Fauna
Die Pflanzen- und Tierwelt in der Dornstrauchsavanne ist an die klimatischen Bedingungen angepasst. Aufgrund der langen Trockenzeit können Bäume in der Dornstrauchsavanne nur vereinzelt überleben, jedoch gibt es in bestimmten Regionen einen weitständigen Dornwald (Mittelamerika, Inner- und Nordostbrasilien: er wird dort als Caatinga bezeichnet). In der Dornstrauchsavanne überleben nur Pflanzen, die Wasser speichern können, wie zum Beispiel Dornsträucher. Es gibt keine geschlossene Grasdecke wie in der Feuchtsavanne, typische Pflanzenfamilien sind Xerophyten wie Sukkulenten, Geophyten und Ephemere.
Die Tiere sind in der Regel temporale Spezialisten, also überwiegend nacht- oder dämmerungsaktiv, um den Flüssigkeitsverlust so gering wie möglich zu halten.